# Vanessa Jung
Vanessa Jung (* 29. Februar 1980 in München) ist eine deutsche Theater- und Filmschauspielerin.

## Leben und Karriere
Vanessa Jung arbeitet seit ihren Kindertagen als Schauspielerin. Sie startete mit einigen Werbespots, ehe sie 1989 im Fernsehfilm Erbe um Erbe ihre erste große Rolle spielte. Es folgten einige Fernsehproduktionen, u. a. Thommi und Claudia in Gefahr, Insel der Träume und Rufmord – Abel ermittelt, ehe sie 1995 ihre erste große Serienhauptrolle bekam. Bis 1996 spielte sie Lena Wagenfeld in der Sat.1-Serie So ist das Leben! Die Wagenfelds Es folgten die Produktionen OP ruft Dr. Bruckner als Lernschwester Sophie, wie Mein Vater ist ein Mörder und Tränen im Tal der Dornen. Kaum volljährig zog Jung nach New York, wo sie von 1999 bis 2001 die Neighbourhood Playhouse School of Theatre besuchte. Nach ihrer Rückkehr nach Deutschland lebte Jung unter anderem für diverse Engagements in Köln und Berlin, ehe sie 2011 wieder nach München zog und seitdem von dort aus als Schauspielerin tätig ist.
Inspiriert durch ihre Großmutter, die Schriftstellerin Gerty Schiede alias Patricia Vandenberg, begann Jung parallel zu ihrer Schauspielausbildung zu schreiben und absolvierte 2002 das Nürnberger Autorenstipendium. Gemeinsam mit ihren Tutoren, dem Kinderbuchautor Michael Hatry und dem Regisseur Egon Günther, entwickelte Jung ihr erstes Drehbuch Siehst du den Horizont. Sie veröffentlichte beim Kelter Verlag etliche Kurzgeschichten und ist weiter als Drehbuchautorin tätig.
Vanessa Jung ist verheiratet, Mutter eines Sohnes und einer Tochter und lebt in München.

## Filmografie (Auswahl)
- 1990: Thommi und Claudia in Gefahr (Bâloise Jubiläumsstiftung)
- 1990: Insel der Träume – Koma (Sonja)
- 1994: Anwalt Abel – Rufmord
- 1995–1996: So ist das Leben! Die Wagenfelds
- 1997: Zugriff – Captain Lightning
- 1997: Weißblaue Geschichten – Schwein gehabt/Eine harte Prüfung
- 1997: Dr. Stefan Frank – Der Arzt, dem die Frauen vertrauen – Blutiger Akkord
- 1998: OP ruft Dr. Bruckner – Die vernähte Frau
- 1998: Aus heiterem Himmel – Jetzt oder nie
- 1998: SOKO 5113 – Siebzigtausend
- 1998: Der Kobold
- 1998: Rosamunde Pilcher – Dornen im Tal der Blumen
- 1999: Mutter wider Willen
- 1999: Typisch Ed!
- 2000: Der Kuss meiner Schwester
- 2000: Stimme des Herzens
- 2000: Mein Vater ist ein Mörder
- 2001: Männer sind zum Abgewöhnen
- 2001: 100 Pro
- 2005–2008: Verbotene Liebe
- 2010: Lady Pochoir, Kurzfilm
- 2010–2011: Hand aufs Herz
- 2012: Ein Fall für zwei – Abgezockt
- 2012: Die Rosenheim-Cops – Im Netz der Lügen
- 2013: Die Rosenheim-Cops – Ein Alibi für alle
- 2014: Die Bergretter – Der vermisste Sohn; Abgerauscht
- 2014: Der Bergdoktor – Die Lebenden und die Toten
- 2015: Rabenmama
- 2016: Verdammt verliebt auf Malle
- 2016: Die Rosenheim-Cops – Das Los zum Tod
- 2016: Robin Hood
- 2017: In aller Freundschaft – Die jungen Ärzte – Bis dass die Zeit uns scheidet
- 2020: Der Staatsanwalt – Spiel, Satz, Tod
- 2020: Schönes Schlamassel
- 2021: Löwenzahn – Das Weihnachtsabenteuer
- 2024: München Mord: A saisonale G’schicht (Fernsehreihe)

## Theater
- 2008/2009: Theater Company Spuren  –  „Talking with“ von Jane Martin im Artemis Schauspielstudio München
- 2002–2004: Artemis Theater München – festes Engagement, diverse Produktionen im Artemis Schauspielstudio München
- 2016: Kühne Bühne Innsbruck: Nacht Mutter – Regie

## Auszeichnungen
Nominierungen:

- Beste Darstellerin Daily Soap – Vanessa Jung
- Bestes Liebespaar - Christopher Kohn und Vanessa Jung

Preise

- Wild And Young Award 2011 – Beste Darstellerin Daily Soap – Vanessa Jung